# امیر پرتس
امیر پرتس (به انگلیسی Amir Perets و به عبری אמיר פרץ) یک استاد در هنرهای رزمی و نظامی است و یکی از شرکت کنندگان در برنامه تلویزیونی دانش مبارزه از شبکه نشنال جئوگرافیک است.
او سبکی از دفاع شخصی به نام کراو ماگا را درمیان نیروهای دفاعی ارتش اسرائیل به محبوبیت رساند.

## پیشینه
امیر در ۱۸ سالگی به عنوان قهرمانی سنگین‌وزنِ هنرهای نظامی در ارتش اسرائیل را به دست‌آورد؛ سپس به واحد نیروهای دفاعی ارتش اسرائیل پیوست.
پس از پایان خدمت نظامی، با تایلند رفت تا موی تای (بوکس تایلندی) بیاموزد؛ پس از آن به آمریکا مهاجرت کرد تا روش‌های دفاع شخصی را به نیروهای نظامی و مردم عادی آموزش دهد، حالا او رئیس مرکز ملی آموزش کراو ماگا در لوس آنجلس است.
او همچنین به مطالعهٔ هنرهای تلفیقی نظامی می‌پردازد.

## آموزش
امیر دبیرستانش را در رشتهٔ روان‌شناسی-جامعه شناسی در اسرائیل به پایان رساند، پس از آن تاکنون به مطالعهٔ علوم نظامی و رزمی پرداخته.

## حرکت‌های انمیشنی
امیر حرکت‌های شخصیت Niko Bellic در بازی کامپیوتری ماشین دزدی بزرگ ۴ (در ایران به نام GTA 4 مشهور است) را انجام داده است.

## تالار مشاهیر
نام امیر پرتس در سال ۲۰۰۹ برای تداوم بی نظیر در علوم رزمی و نظامی در تالار مشاهیر نظامیان نوشته شد.

## بازیگری
او در چند فیلم و سریال هم ایفای نقش کرده‌است:
- Warrior .... Yosi
- دریل‌بیت تیلور (2008) .... "Mossad" Agent aka "Drillbit Taylor: Budget Bodyguard" - USA (poster title)
- Never Back Down (2008) (Technical Advisor)
- Psychotic (2002) .... Juice

و سریال‌های
- Car Science (2011)
  - "Bust a Move" (2011) TV episode .... Himself
- Inside MMA (2007–2010)
  - Episode dated 5 March 2010 (2010) TV episode .... Himself
  - Episode #1.14 (2007) TV episode .... Himself
- Fight Science (2008–2010)
  - "Human Weapon" (2010) TV episode .... Himself
  - "Fighting Back" (2008) TV episode .... Himself
- Fight Science (2007) (TV) .... Himself